# Aerobicide
Aerobicide (Originaltitel Killer Workout) ist ein US-amerikanischer Slasher-Film aus dem Jahr 1987 von David A. Prior, der auch das Drehbuch verfasste sowie als Co-Produzent und Filmeditor tätig war. Sein Bruder Ted Prior war in einer größeren Rolle zu sehen.

## Handlung
Vor fünf Jahren kommt das Model Valerie aufgrund von Verbrennungen, die sie sich in einem Sonnenstudio zuzog, ums Leben. Ihre Zwillingsschwester Rhonda Johnson betreibt seit kurzem einen Fitnessclub in Los Angeles. Da sie sich noch in der Millionenstadt etablieren muss, verzeiht sie Fehlverhalten ihrer Mitarbeiterinnen ungern. Daher schimpft sie mit ihrer Angestellten Jaimy, da diese versäumte, ihren Aerobic-Kurs zu leiten. Kurz darauf betritt ein Killer mit einer großen Sicherheitsnadel in der Hand die Umkleidekabine der Damen und schlachtet Rachael, eine Kundin, zu Tode.
Jaimy, die am Abend die letzte Schicht hat, findet beim Abschließen des Clubs die Leiche. Die blutige Nadel findet sie schließlich im Spind von Diane Matthews. Detektiv Morgan wird mit dem Mordfall betraut und befragt Rhonda und Jaimy.
Am nächsten Tag wird Chuck ohne weitere Rücksprache von Rhondas Senior Managing Partner des Clubs eingestellt. Wenig später gerät dieser in eine körperliche Auseinandersetzung mit dem Stammgast Jimmy, was Clubgast Debbie, Jimmys Ex-Freundin, beeindruckt. Später erfährt Morgan, dass Dianes Stricknadel nicht die Waffe war, mit der Rachael getötet wurde. Später in dieser Nacht verwüstet eine Gruppe von Teenagern den Club mit Sprühfarbe. Dabei werden sie wenig später von einem unentdeckten Angreifer brutal ermordet.
Am nächsten Tag wird Tom, ein Clubbesucher, den Detektiv Morgan für verdächtig hält, in der Umkleide ermordet. Nur wenig später wird Jaimy erhängt im Club aufgefunden. Rhonda hält Morgan eine Standpauke wegen der angeblichen Ineffektivität seiner Ermittlungen. Morgan findet heraus, dass Rhonda in Wirklichkeit Valerie ist, die den damaligen Unfall im Sonnenstudio überlebt hatte. Sie hatte niemals eine Zwillingsschwester und hat ihren Namen offiziell in Rhonda geändert und ihren stark vernarbten Körper mit Kleidung und einer Perücke versteckt. Morgan konfrontiert Rhonda mit seiner Entdeckung und sie gibt es zu, bleibt aber streng und unempfindlich gegenüber seiner Behauptung, dass sie die Mörderin sein könnte und aus Eifersucht tötet.
Kurz darauf wird Chuck ermordet. Morgan verfolgt Jimmy zu einem nahegelegenen Betonwerk, da er glaubt, dass der unscheinbare Jimmy mehr mit den Fall zu tun hat, als es bisher aussah. Allerdings gibt es keine Beweise, daher hofft Morgan solche durch die Beschattung zu finden.
Schließlich konfrontiert er Jimmy mit vorgehaltener Waffe und fragt ihn, ob Rhonda die Morde begangen hat, aber Jimmy schafft es, Morgan außer Gefecht zu setzen. Jimmy kehrt ins Fitnessstudio zurück und wird von Rhonda erschossen, aber nicht ohne zuzugeben, dass er Chuck aus Liebe zu ihr getötet hat, in der Hoffnung, sich selbst zu belasten, um sie vor dem Verdacht der Polizei zu bewahren. Als die Polizei eintrifft, behauptet sie, sie hätte Jimmy aus Notwehr erschossen. Daher wird Jimmy als Serienmörder identifiziert.
Einige Zeit später wird Rhonda von Morgan in ein Waldstück gebracht. Auf die Frage, warum sie dort sind, erzählt Morgan die Geschichte seines Vaters, der Polizist war und Selbstjustiz gegen einen Serienmörder übte, dessen Fall aus formalen Gründen abgewiesen wurde. Da Morgan weiß, dass Rhonda aufgrund von Jimmys Beteiligung nicht für ihre Verbrechen angeklagt wird, versucht er, Rhonda zu töten, aber es gelingt ihr, ihn mit einer Schaufel zu töten.
Rhonda kehrt in ihr Fitnessstudio zurück, um es zu beaufsichtigen und wird von ihren Stammgästen beglückwünscht, die sie als Heldin feiern. In ihrem Büro nimmt sie die große Sicherheitsnadel von ihrem Schreibtisch und streichelt sie lächelnd.

## Hintergrund

### Produktion
Der Film wurde ab dem 15. September 1986 ausschließlich im US-Bundesstaat Kalifornien produziert. Das Fitnessstudio von Rhonda befand sich in der 11925 Montana Avenue in Brentwood. Weitere Drehorte waren die Stadt Beverly Hills und die Los Angeles Stadtteile North Hollywood und Sun Valley.

### Veröffentlichung
Im Frühjahr 1987 erschien der Film unter dem Titel Aerobicide im Videoverleih im Vereinigten Königreich. Über Academy Home Entertainment erschien der Film am 27. März 1987 im US-amerikanischen Videoverleih. 2016 erschien der Film als Blu-ray Disc. In Deutschland startete der Film am 18. Februar 1988 in den Videoverleih.

## Rezeption
„Billiges und spekulatives Sex-and-Crime-Produkt, das aus der Aneinanderreihung bestialischer Morde Spannung zu ziehen versucht. - Wir raten ab.“

Am 14. März 1987 im Magazin Variety rezensierte Autor ‚Lor.‘ den Film als „ziemlich gewöhnlichen Slasher“ und „langweilig“. ‚Lor.‘ bemerkte, dass der Film zu wenige Nacktszenen enthielt, um ein Voyeur-Publikum zufriedenzustellen, während die letzte Rolle „ein paar nette Wendungen und ein amoralisches Ende bietet“.
In seinem Buch „Horror and Science Fiction Film IV“ bezeichnet Donald C. Willis den Film als „lahmen Horrorthriller“, der „in jeder Hinsicht primitiv ist – T&A-Ausstellungen im Fitnessstudio, Spannungssequenzen, unerwartete Wendungen in der Handlung“. In ihrer Rezension der Blu-ray meinte Bloody Disgusting: „Die Handlung ist das grundlegende Setup eines Slashers, bei dem man eine Handvoll Charaktere trifft und ein unbekannter Killer beginnt, sie einen nach dem anderen umzubringen… keiner der Charaktere ist besonders gut entwickelt und sie werden eingeführt, um zwei sehr spezielle Bedürfnisse zu erfüllen – ein Hingucker zu sein und Opfer zu werden… das Ergebnis wird kein bahnbrechender Slasher sein, der aus dem Rahmen fällt, aber es funktioniert perfekt, um unterhaltsamen Schund zu produzieren.“
Im Audience Score, der Zuschauerwertung auf Rotten Tomatoes, hat der Film bei mehr als 100 Abstimmungen eine Wertung von 33 %. In der Internet Movie Database hat der Film bei 2.700 Stimmabgaben eine Wertung von 4,7 von 10,0 möglichen Sternen (Stand: Juli 2024).
Am 6. September 2024 wurde auf Nitro eine von Oliver Kalkofe und Peter Rütten kommentierte Fassung des Films innerhalb der Sendereihe Die schlechtesten Filme aller Zeiten (SchleFaZ) ausgestrahlt.